# モーリシャス・ルピー
モーリシャス・ルピー（英語:Mauritian rupee、フランス語:Roupie mauricienne）は、現在モーリシャスで流通している通貨。補助通貨としてセントがあり、1モーリシャス・ルピー=100セントである。ISO 4217のコードはMUR。2009年2月現在、1モーリシャス・ルピーは2.7円ほど。モーリシャス銀行（Bank of Mauritius）が発行する。

## 歴史
モーリシャスはかつてからインド系商人の貿易中継地として発展してきたことからインドの影響を強く受けており、1876年よりインドと同じ通貨単位のルピーが地元の通貨として法律で定められ、翌年の1877年からはモーリシャス・ルピーがそれまで国内で流通していたインド・ルピー、UKポンド、モーリシャス・ドルと、1インド・ルピー=1モーリシャス・ルピー、1モーリシャス・ドル=2モーリシャス・ルピー、1UKポンド=10¼ モーリシャス・ルピーのレートで置き換えられた。なおモーリシャス・ルピーは1914年にセーシェル・ルピーが導入されるまでの間セーシェル国内でも流通していた。
1934年からはそれまでのインド・ルピーとの固定相場制からUKポンドとの固定相場制に変更し、インド・ルピーと同じ1シリング6ペンス（1ポンドが13⅓ モーリシャス・ルピー）のレートとなり1979年まで維持された。

## 硬貨

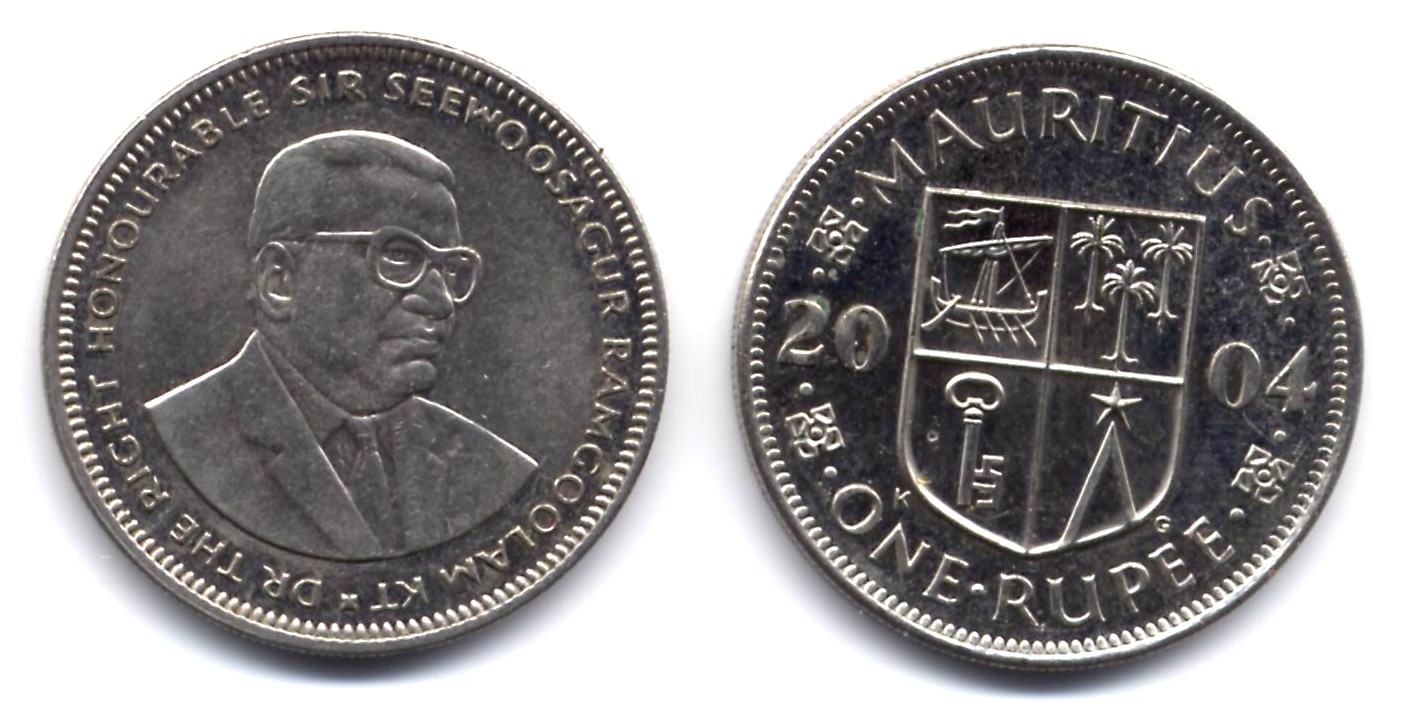
1ルピーコイン

1877年のモーリシャス・ルピー導入をうけて1セント、2セント、5セント、10セント、20セントの各セント硬貨が導入され、1セント、2セント、5セントは銅貨、10セント、20セントが銀貨であった。1899年には硬貨の生産が一旦全面的に中止されたが1911年に銅貨の、1934年に銀貨の生産が再開され銀貨の生産開始とともに25セント、50セント、1ルピーの硬貨が新しく採用された。1947年に10セント硬貨が白銅貨に変わったが、1950年にふたたび銀貨に戻された。
1987年からはセント硬貨とルピー硬貨が一新され、いままで硬貨の肖像画としては初めて国家元首ではない首相のシウサガル・ラングーラムの顔が採用された。1セントと5セントは鋼鉄の銅メッキで5セント硬貨は従来のものと比べて小さいサイズになった。10セントと25セントはニッケルメッキの鋼鉄、1ルピーと5ルピーが白銅でできている。1997年からは10ルピーの白銅貨も導入され、現在流通しているものは主に1ルピー、5ルピー、10ルピーの各硬貨である。2007年にはモーリシャス銀行が通貨発行を始めてから40周年を記念する20ルピーの記念バイメタル硬貨が発行された。

## 紙幣
モーリシャス・ルピーの最初の貨幣は1986年に政府によって5ルピー札、10ルピー札、50ルピー札の3種類が発行された。1919年に1ルピー札が加えられ、さらに1950年に25ルピー札と1000ルピー札が導入された。
1966年から硬貨と紙幣の発行の権限が政府ではなくモーリシャス銀行に移譲され、1967年から発行を行うようになった。当初は5ルピー、10ルピー、25ルピー、50ルピーの4種類の紙幣のみの発行で、デザインも首相の署名がモーリシャス銀行常務の署名に変わっただけでまったく同じものであった。しかし1985年にこれらの4種類のうち25ルピー札を廃止し代わりに20ルピー札、100ルピー札、200ルピー札、500ルピー札、1000ルピー札の5種類を採用にデザインもこれまでのものと一新した。しかし2つの印刷会社が紙幣を印刷されたことやデザインの時期もバラバラであるためデザインに一貫性がなく、紙幣番号から「すかし」までそれぞれの紙幣に違うシステムが採用されているという状態が1998年まで続いていた。
1998年からはモーリシャス銀行が統一したデザインの下25ルピー札、50ルピー札、100ルピー札、200ルピー札、500ルピー札、1000ルピー札、2000ルピー札の7種類が発行され、紙幣はすべてイギリスのトーマスデラルー社によって印刷された。現在はこの紙幣は一度回収されており、1999年から第7版目にあたる紙幣がモーリシャス国内に流通している。紙幣には紙幣によってそれぞれ違うモーリシャスの著名人の顔と風景画が印刷されている。
現在流通している紙幣の一覧は以下の通り。
| 金額       | 肖像                               | 風景                                 |
| ---------- | ---------------------------------- | ------------------------------------ |
| 25ルピー   | Sir Moilin Jean Ah-Chuen（朱梅麟） | ロドリゲス島                         |
| 50ルピー   | Mr Joseph Maurice Paturau          | コーダン・ウォーターフロント・ホテル |
| 100ルピー  | Mr Renganaden Seeneevassen         | 裁判所                               |
| 200ルピー  | Sir Abdool Razack Mohamed          | モーリシャス市場                     |
| 500ルピー  | Mr Sookdeo Bissoondoyal            | モーリシャス大学                     |
| 1000ルピー | Sir Charles Gaëtan Duval           | 議事堂                               |
| 2000ルピー | シウサガル・ラングーラム           | 雄牛とサトウキビ                     |

これらの違いのほかに額面によってサイズが微妙に異なるほか、右上の角には視覚障害者が紙幣の種類を特定するための補助機能がついている。またどの紙幣にもモーリシャス銀行の建物の描写が入っている。